# Osaki Leo
Leo Osaki (大崎玲央 | sinh ngày 8 tháng 7 năm 1991) là một cầu thủ bóng đá người Nhật Bản-Hoa Kỳ player thi đấu ở vị trí tiền vệ cho Tokushima Vortis. Leo sở hữu thẻ xanh Hoa Kỳ.

## Sự nghiệp
Osaki ký hợp đồng với Carolina RailHawks vào tháng 7 năm 2014, có màn ra mắt ngày 13 tháng 7 năm 2014 trong thất bại 1-2 trước Indy Eleven.
Sau đó anh ký hợp đồng với Yokohama FC cho mùa giải J2 League 2016, có màn ra mắt với tư cách dự bị trong thắng lợi 2-0 trước Renofa Yamaguchi FC vào 20 tháng 3 năm 2016.

## Thống kê câu lạc bộ
Cập nhật đến ngày 23 tháng 2 năm 2018.
| Thành tích câu lạc bộ | Thành tích câu lạc bộ | Thành tích câu lạc bộ | Giải vô địch | Giải vô địch | Cúp                   | Cúp                   | Tổng cộng | Tổng cộng |
| Mùa giải              | Câu lạc bộ            | Giải vô địch          | Số trận      | Bàn thắng    | Số trận               | Bàn thắng             | Số trận   | Bàn thắng |
| USA                   | USA                   | USA                   | Giải vô địch | Giải vô địch | US Open Cup           | US Open Cup           | Tổng cộng | Tổng cộng |
| --------------------- | --------------------- | --------------------- | ------------ | ------------ | --------------------- | --------------------- | --------- | --------- |
| 2014-2015             | Carolina RailHawks    | NASL                  | 29           | 3            | –                     | –                     | 26        | 3         |
| Nhật Bản              | Nhật Bản              | Nhật Bản              | Giải vô địch | Giải vô địch | Cúp Hoàng đế Nhật Bản | Cúp Hoàng đế Nhật Bản | Tổng cộng | Tổng cộng |
| 2016                  | Yokohama FC           | J2 League             | 31           | 1            | 3                     | 0                     | 34        | 1         |
| 2017                  | Tokushima Vortis      | J2 League             | 27           | 0            | 0                     | 0                     | 27        | 0         |
| Tổng                  | Tổng                  | Tổng                  | 87           | 4            | 3                     | 0                     | 90        | 4         |